# كاتدرائية أورليان
كاتدرائية الصليب المقدس لأورليان هي كاتدرائية كاثوليكية من الطراز القوطي تقع في مدينة أورليان في إقليم لواريت ومنطقة سأنتر-فال دو لوار.الكاتدرائية مخصصة للصليب المقدس.
تم إدراج كاتدرائية الصليب المقدس في أورليان كنصب تاريخي من قبل قائمة 1862

## التاريخ

### الأساطير المبجلة
الحجر الأساس لكاتدرائية أورليان هو موضوع علي أسطورتين اثنتين طويلتا الأمد في أورليان. كتبتا في أوقات مختلفة، إنهما لا تعرضان نفس الشخصيات، ونتيجة لذلك كان الهدف منهما متباعدان عن بعضهما.

#### حياة القديس يوفيرتي
النص الأقدم هو عن حياة القديس يوفيرتي ،كتب في القرن التاسع,هو كان الأسقف للقرن الرابع, شِدياق من روما جاء إلى بلاد الغال. للعثور على أعضاء من إخوته المختطفين قبل أربعين عامًا من قبل البرابرة.أثناء مروره بأورليان، ساعد علي انتخاب أسقف جديد في الكاتدرائية، حمامة، رمز الروح القدس جاءت بأعجوبة لترشيح يوفيرتي إلى الأسقفية. في وقت لاحق، أنقذ المدينة من التدمير بالكامل عن طريق حريق وابتدأ إنشاء كاتدرائية جديدة. خلال الأعمال، وجد كنزا وقرر أخذه إلى روما،إلى الإمبراطور قسطنطين، الذي تلقي منه في المقابل إعانات لإعادة بناء الكاتدرائية.جزء واحد من الصليب الحقيقي لتزيين المذبح المركزي. كتلة من التفاني، للمبني الجديد مكرسة للصليب المقدس، كانت جزءا من التقديس الغير معقول من قبل يد إلهية ناشئة من سحابة. في نهاية حياته، كان يوفيرتي قد انتخب القديس إينان لخلافته في الأسقفية.

#### الشغف الكبير لأوكسير
النص الثاني، العاطفة العظيمة لأوكسير هو الأكثر حداثة، فهو يعود تاريخه إلى القرن الحادي عشر، وطموحا أكثر : يتتبع تأسيس كنيسة أورليان وكاتدرائيتها إلى العصر الرسولي. يشير إلي أن القديس بطرس شخصيا كلف سبعة عشر من التلاميذ السبعين بمهمة تنصير بلاد الغال. من بينهم الأقداس سافينان,بوتانتيان وآلتين كانوا مسؤولين عن وثيقة Notitia Dignitatum التي تنتمي إليها أورليان، والتي أتي منها مقاطعة سينس الكنسية القديمة. في أورليان، يقال إن آلتين، أسقف المدينة،كَرَّسَ أول كاتدرائية للقديس إسطفانوس.
هذه القصة الأخيرة كانت مبنية على مفارقة تاريخية: تناول موضوع منظمة إدارية في سبعة عشر مقاطعة في بلاد الغال في القرن الأول التي تم وضعها فقط في نهاية القرن الرابع أو بداية الخامس. هذه الأسطورة هي جزء من الدعاية تهدف إلى التذكير بالامتيازات في مقر العاصمة، سينس وفي أورليان.

### قبل العام 1000
حتى القرن السابع, لا نعلم على وجه الدقة أي شيء عن المباني المتعاقبة، ولا حول مواقعها.
أول أسقف لأورليان تم ذكر اسمه هو ديكلوبتوس أو ديكلوبيتوس موثق وفقا للكتاب، في 343، 346 أو 350. ذكر هذا الأسقف يعني أنه من المحتمل جدا، امتلاك أورليان لكنسية ( كاتدرائية ) في ضميمةٌ المدينة، ولكن لا الاسم ولا عنوان الكنيسة معروفون.
سيرة تقديسية كتبت بين العام 474 والعام 530, بعنوان الحياة الأولى للقديس إينان (la Vita Ia Aniani) هي أقدم شهادة تنسب بناء الكاتدرائية إلى القديس يوفيرتي من مدينة أورليان ،أسقف القرن الرابع. على المبنى نفسه، النص يعلم فقط بأن القديس إينان قام بتولي الأعمال هناك، فرصة للأسقف لأداء معجزة عندما قام بشفاء المهندس المعماري الذي سقط من السقف.
في القرن السادس, غريغوري أوف تور يشير إلى أنه في عام 585 ، حضر الملك جونتران القداس في كاتدرائية أورليان. لكنه يسميها فقط إكيلازيا، وهكذا يعبر فقط عن الوظيفة الأسقفية للكنيسة، لكنه لا يعطي أي معلومات إضافية حول عنوان للكنيسة، بينما في نفس الكتاب كلف نفسه عناء تحديد جذر البازيليكا الأورليانية المكرسة للقديس أفيت.
أقدم الإشارات للقب الصليب المقدس، تم العثور عليها على عملات معدنية مؤرخة من القرن الثامن.معلق عليهن ( باللاتينية : Sancta Crux Aurelianis et Ratio Sancte Cruce Aurelianis ) وتعني، الصليب المقدس في أورليان، ونسبة الصليب المقدس في أورليان.
في كاتدرائية الصليب المقدس، توج شارل الأصلع ملكا لفرانسيا الغربية في السادس من يونيو عام 848.
تذكر السجلات الزمنية إلي أنه بين العام 840 و العام 870 تقريبا، عانت أورليان مرارًا وتكرارًا غارات النورمان, والذي يبين أنه تم نهب وحرق المدينة عدة مرات.الكاتدرائية نفسها احترقت بين العام 877 والعام 879.
الملك روبرت الثاني من سلالة الكابيتيون من المحتمل جدًا أنه قد ولد في أورليان، قام بعض المؤلفين بتعميده في كاتدرائية الصليب المقدس، محددين الحدث في العام 970.
في عام 987, الملك أوغو كابيه أشرك ابنه في العرش.أقيمت المراسم في كاتدرائية أورليان. حيث قام أسقف رانس,أدلبيرو بتتويج روبرت كملك في الخامس والعشرين من ديسمبر من نفس العام.
أقدم الأثآر تنتمي قطعا لمجموعة الكاتدرائية أجزاء من الفسيفساء المتعارف عليها مؤرخة من القرن الثامن ولكن يمكن أن يعود في الواقع إلى القرن الرابع أحد الأجزاء يحمل أسطورة في نصف الدائرة حيث لا يزال جزء من النص قابل للقرأة وهو (itecogn). يتم تفسير النقش اليوم على أنه اقتباس من أشعيا 43 :
« Noli timere, qui redemi, quia redemi te et vocavi te cognomine tuo, meus es tu »
(لا تخف من أي شيء، لإني اشتريتك وناديتك بالاسم، أنت لي ).

### الكاتدرائية الرومانية
في عام 989 ، تم تدمير المدينة بنيران كبيرة، وفقًا لما قاله رالف غلابر ، الكاتدرائية أيضًا تعرضت للتدمير.الأسقف أرنول (أرنول الأول وفقًا لبعض المصادر أو أرنول الثاني وفقًا لمصادر أخرى) قام بإعادة بنائها مستفيدا من مساعدة الملك أوغو كابيه. تم اكتشاف كنز جديد أثناء الأشغال.
شملت كاتدرائية أرنول صحنًا من سبعة أعمدة، وجناحًا، وجوقة التي وهبها البعض منضدة مسطحة، آخرون قاموا بإعطاء حنية صغيرة مترنحة.
المفترق أو التقاطع تميزا بأربعة أعمدة مربعة ضخمة يعتقد أنه كان يسند برج الجرس المركزي أو كان يحمل برج الفانوس. الأعمدة الأخرى كانت صليبية الشكل.
في نفس الوقت الذي أعاد فيه الملك روبرت الثاني بناء كنيسة سان آينان الجماعية التي كان رئيس الدير فيها، كانت الكاتدرائية تزداد ثراء، من الشرق، من خلال جوقة جديدة بنفس نمط الفن الرومانسكي المبكر، قدمت هذه الجوقة الجديدة ممشي خارجي وثلاثة مصليات. الجوقة كانت الجزء المقبب الوحيد من الكاتدرائية الرومانية.تم التعرف على جزء من قبو خلال أعمال الحفر عام 1937.

## جان دارك
هناك صلة غير مباشرة بين الكاتدرائية الحالية وجان دارك. جاءت البطلة التاريخية الوطنية لمتابعة قداس المساء في 2 مايو 1429 أثناء حصار أورليان (يجب أن نتذكر أن المبنى كما هو اليوم لم يكن موجودًا في عام 1429 ، باستثناء مصليات الحنية التي تحيط بالجوقة في الخلف). يمكننا أن نلاحظ أيضًا أن شارع جان دارك الذي افتتح في القرن التاسع عشر يصل أمام الواجهة الرئيسية ( في ذلك الوقت كانت الرغبة قبل كل شيء بتصفية الحرم من الشوارع الصغيرة والإنشاءات التي «أحاطت به», جاء الاسم بعد ذلك).
كل عام، مساء يوم 7 مايو، أثناء الاحتفالات اليوهانية يقام، في المقدمة، حفل تقديم الراية (الذي يستحضر راية جان دارك). البلدية هي الوصي علي الراية وتحيلها إلى السلطات الدينية الكاثوليكية طوال فترة الاحتفالات. ثم تخدم واجهة الكاتدرائية كواسطة للصوت والضوء.

## التمثيلات المصورة
الرسام موريس اوتريلو (1883-1955) قام بتمثيل الواجهة الرئيسية في حوالي عام 1913.

## معارض الصور

### معرض الكاتدرائية الخارجي

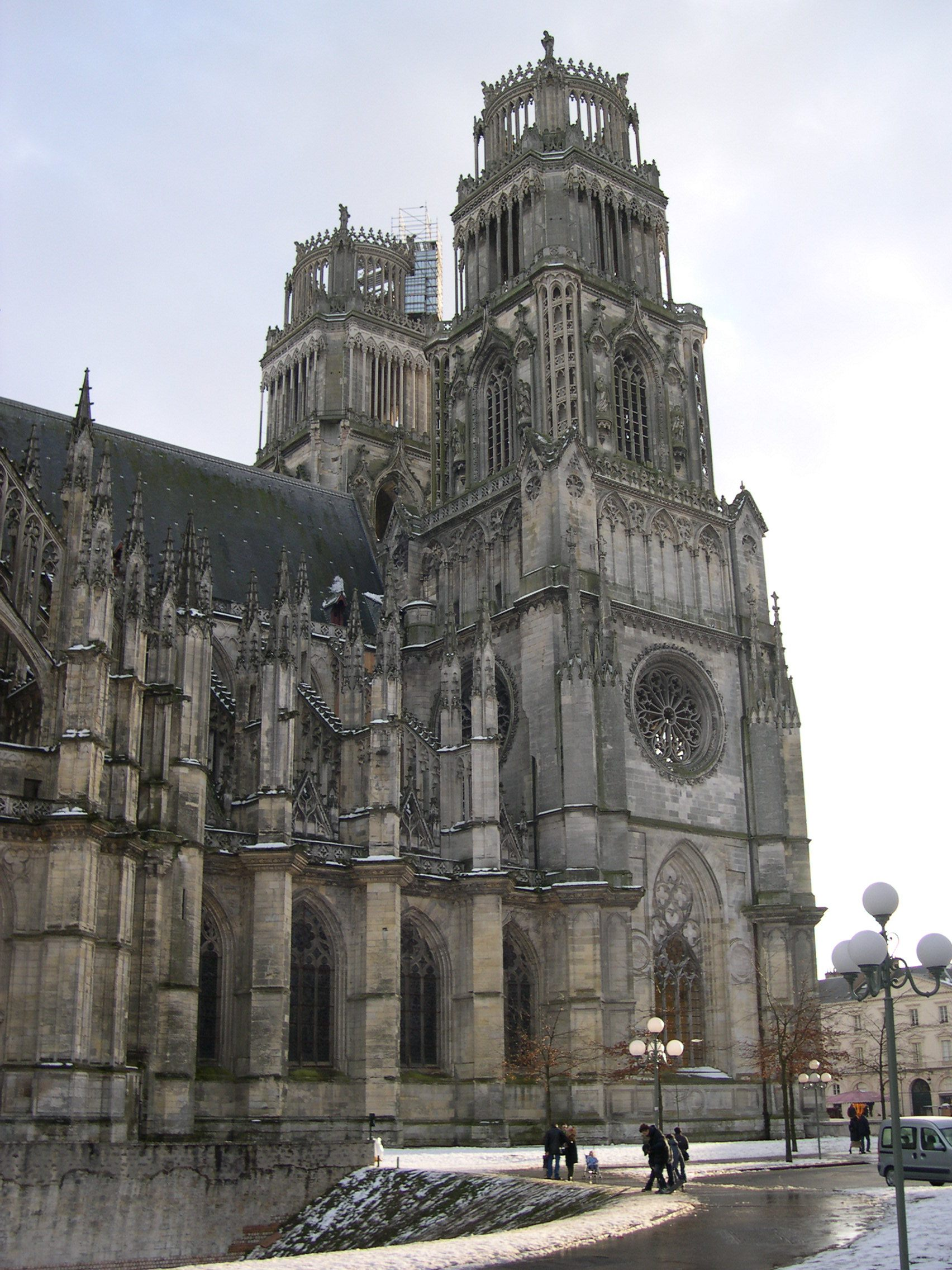
منظر البرج الشمالي.
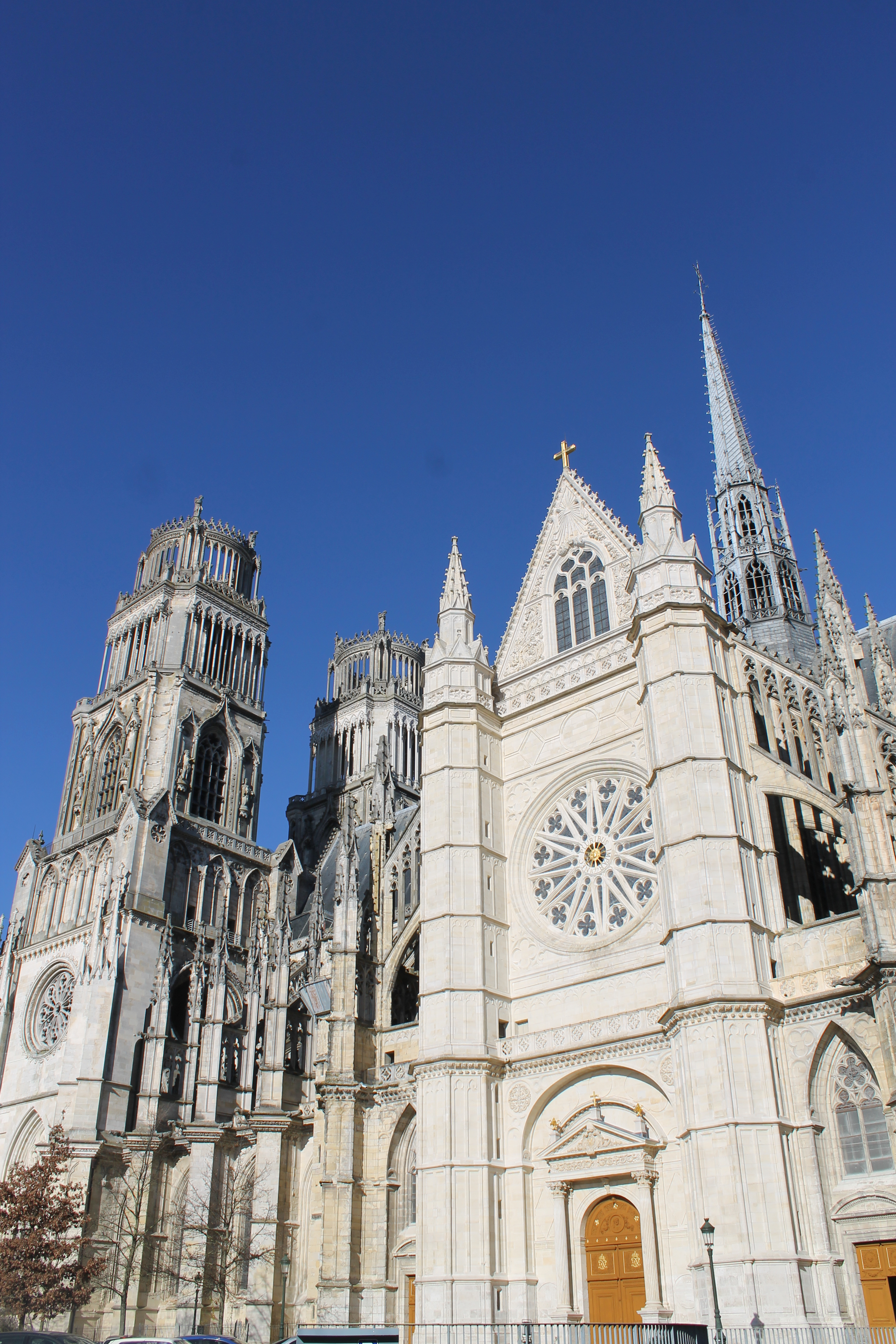
منظر جناح الكنيسة الجنوبي.
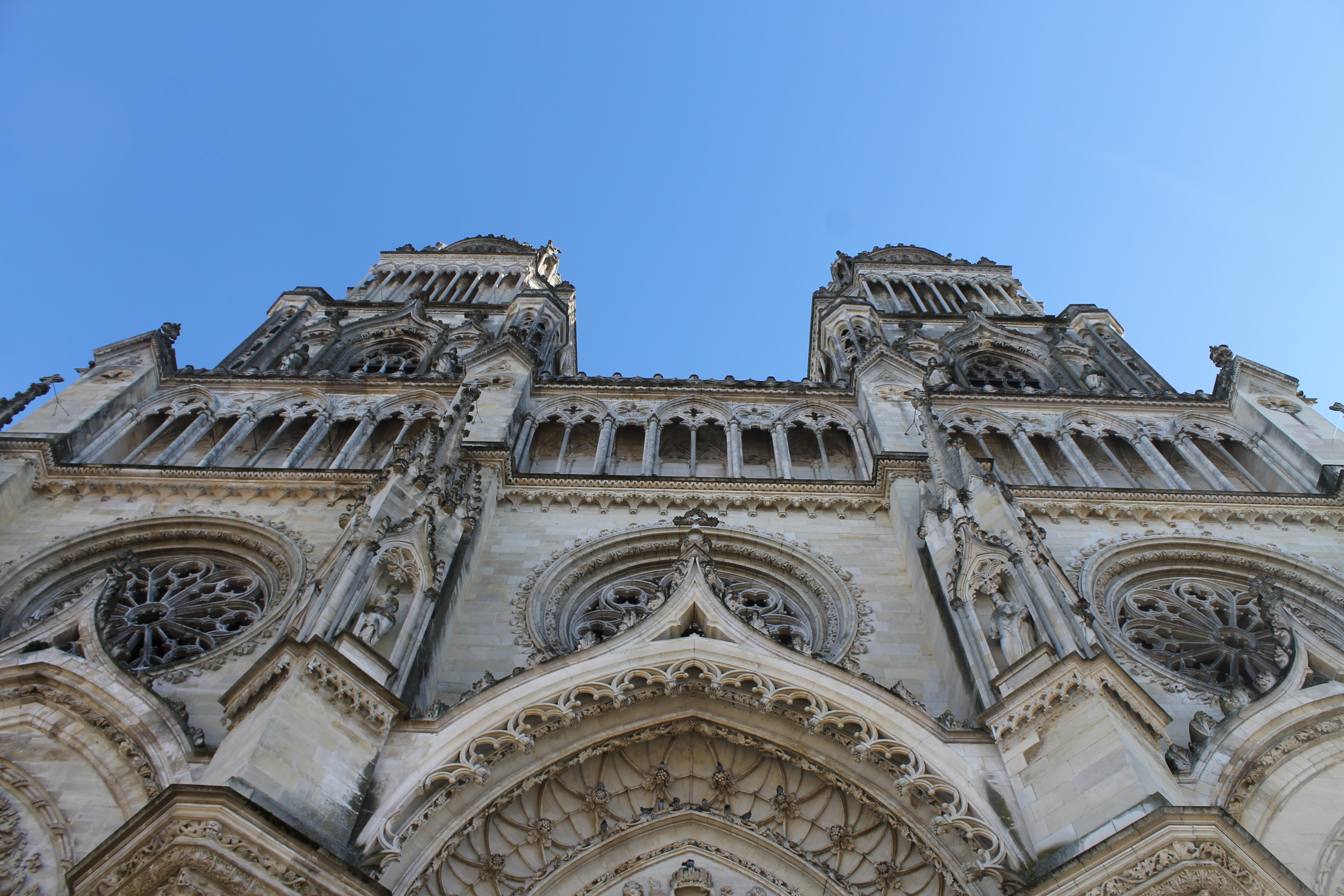
منظر الواجهة الغربية.
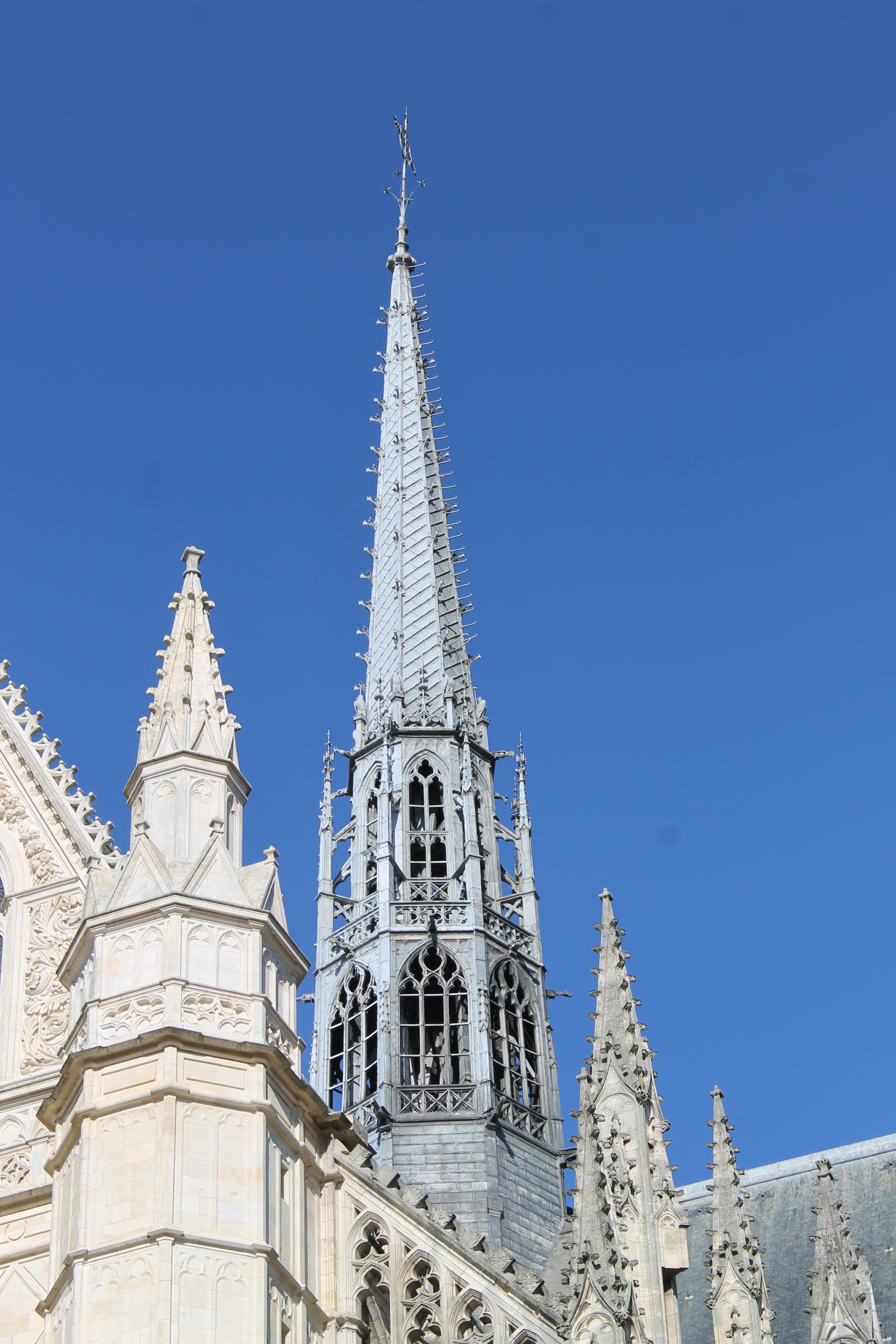
السهم.
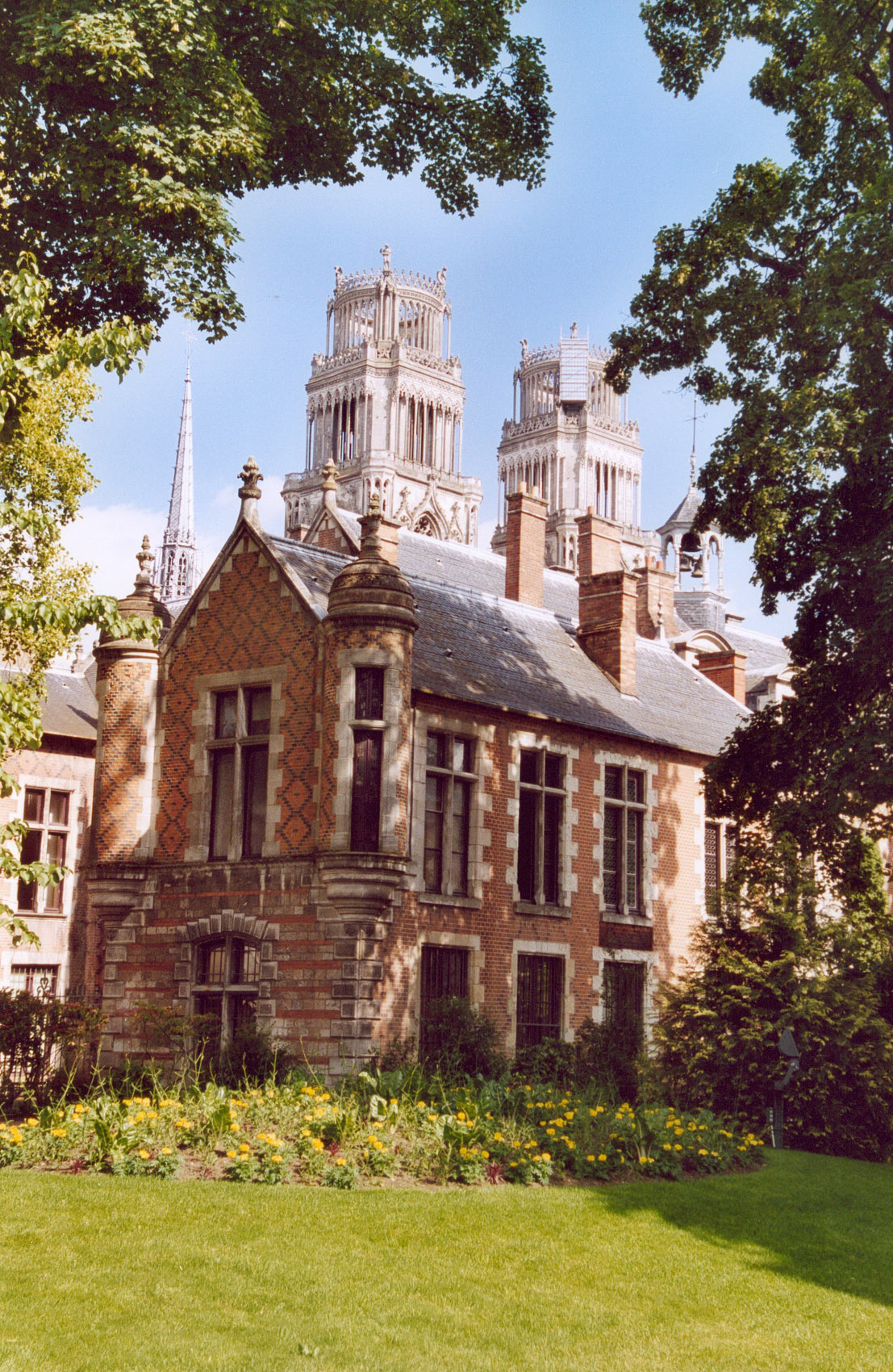
في المقدمة حديقة فندق Groslot.
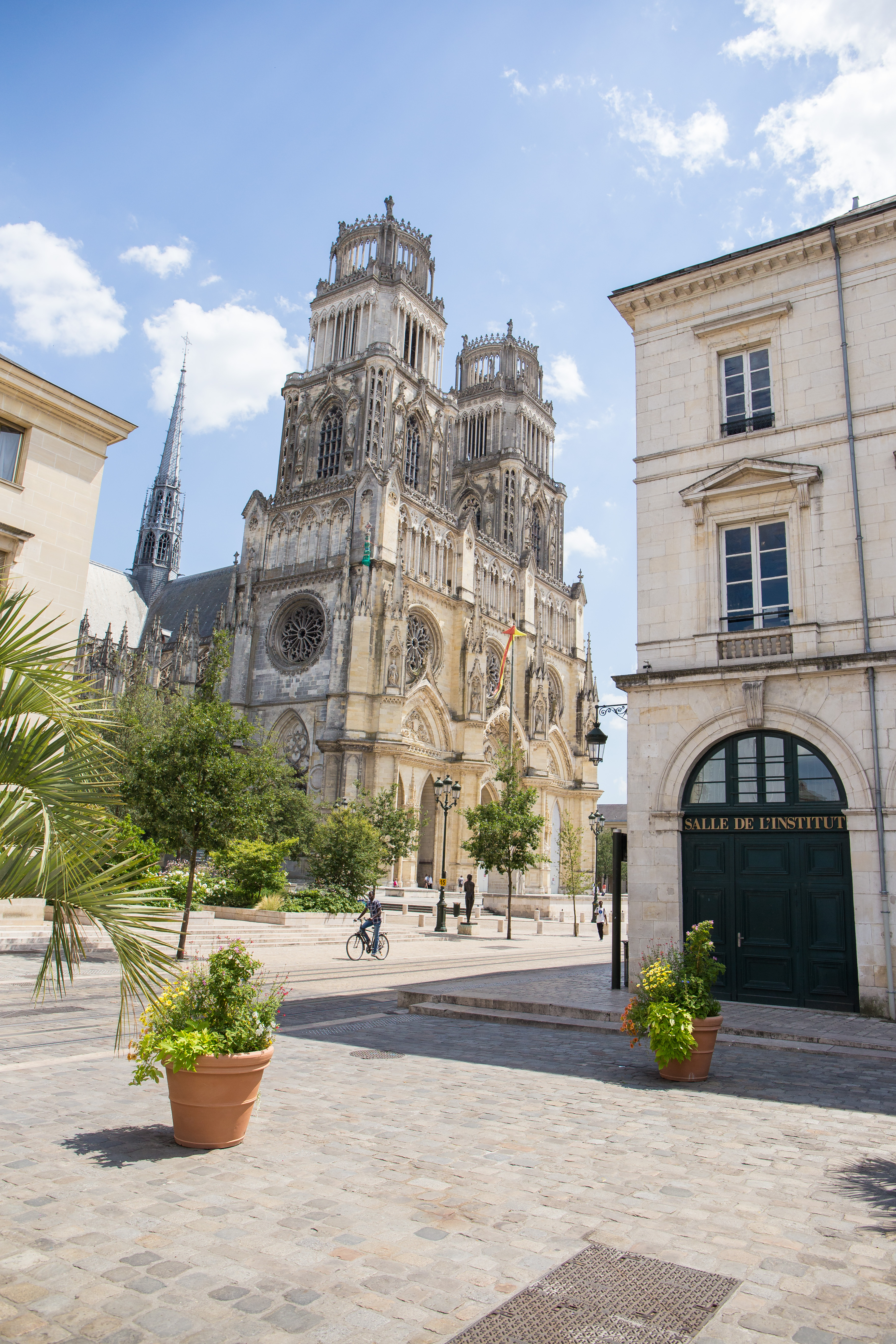
منظر من ساحة L'étape.
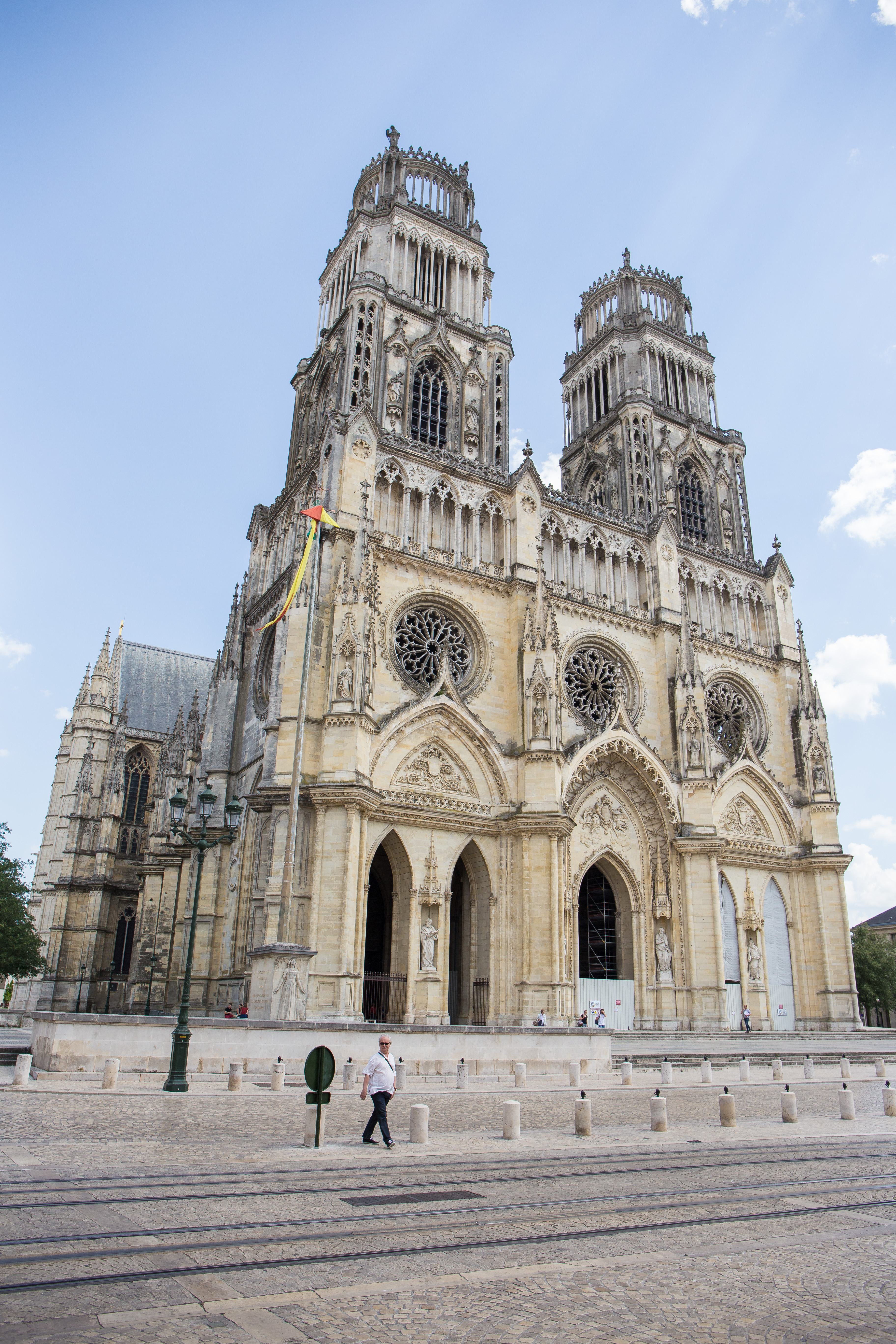
الواجهة.

### المعرض الداخلي

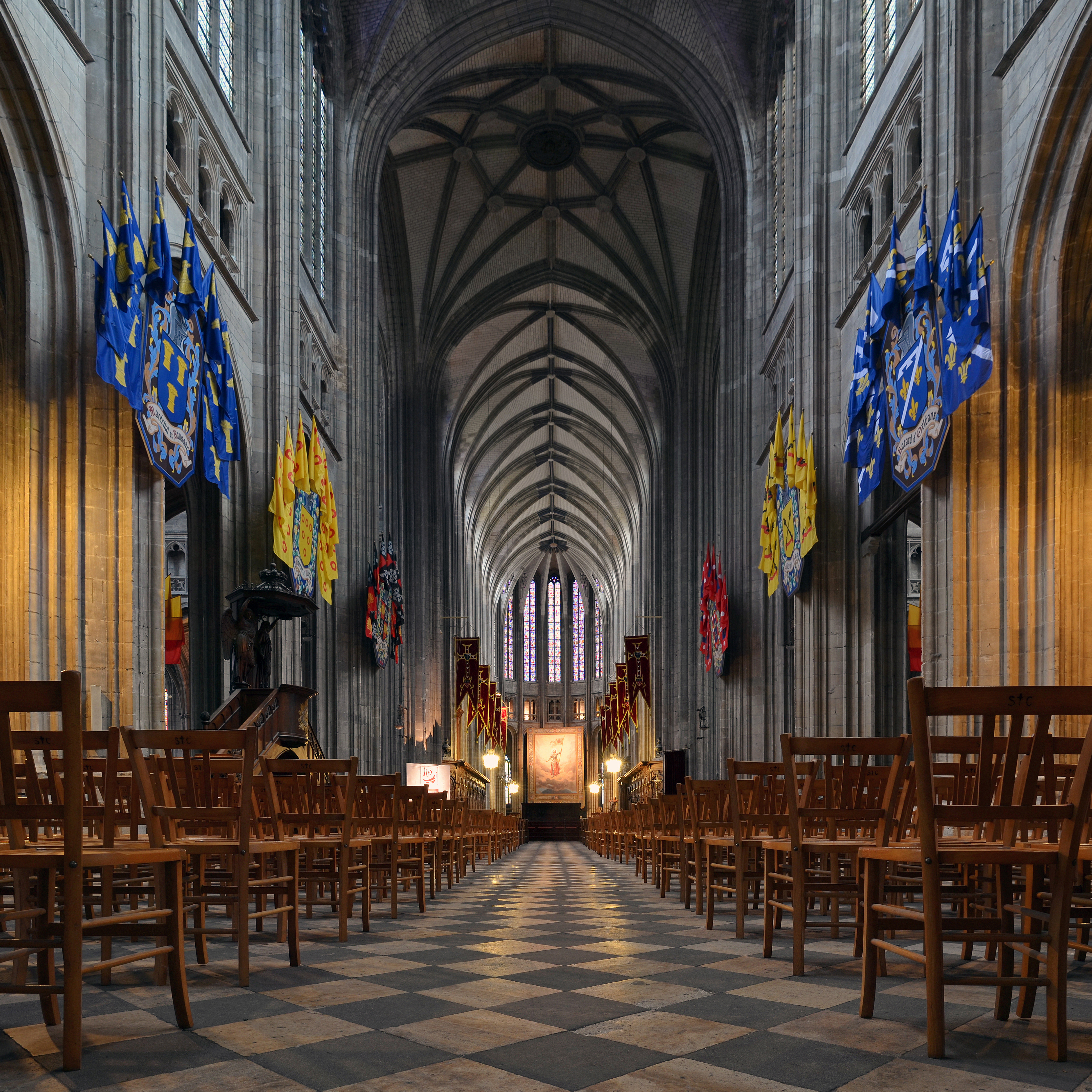
الصحن والجوقة.
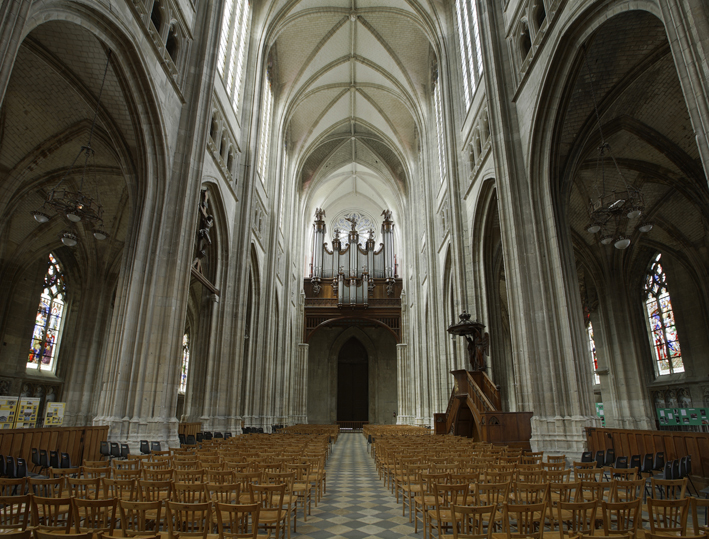
منظر الصحن من الجوقة.
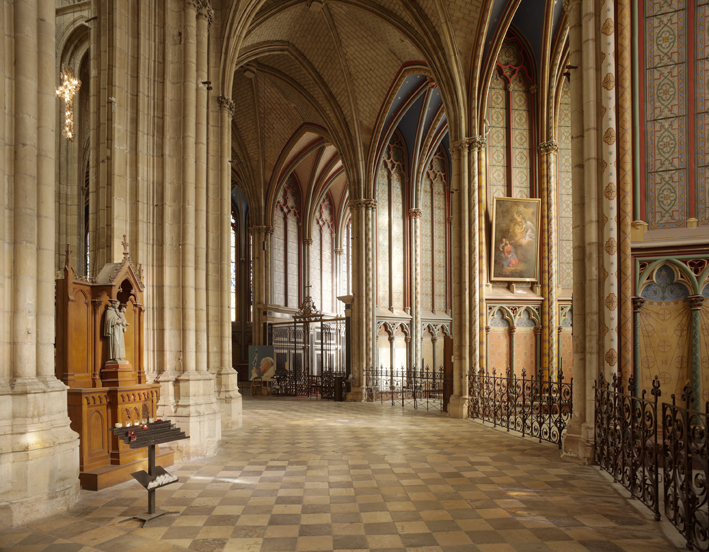
الممشي.
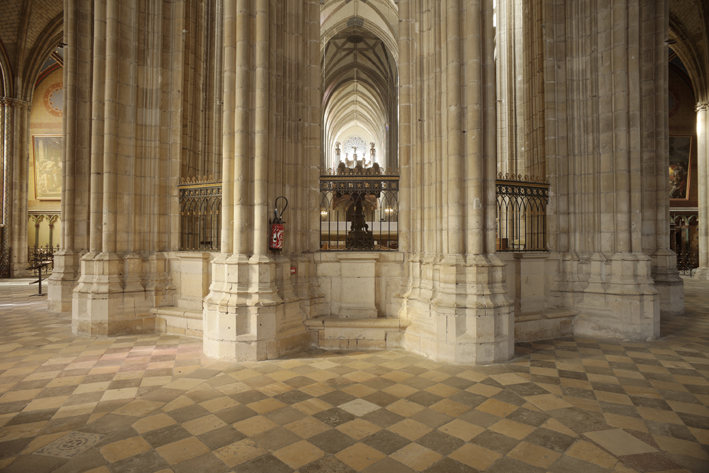
الجوقة من الممشي.
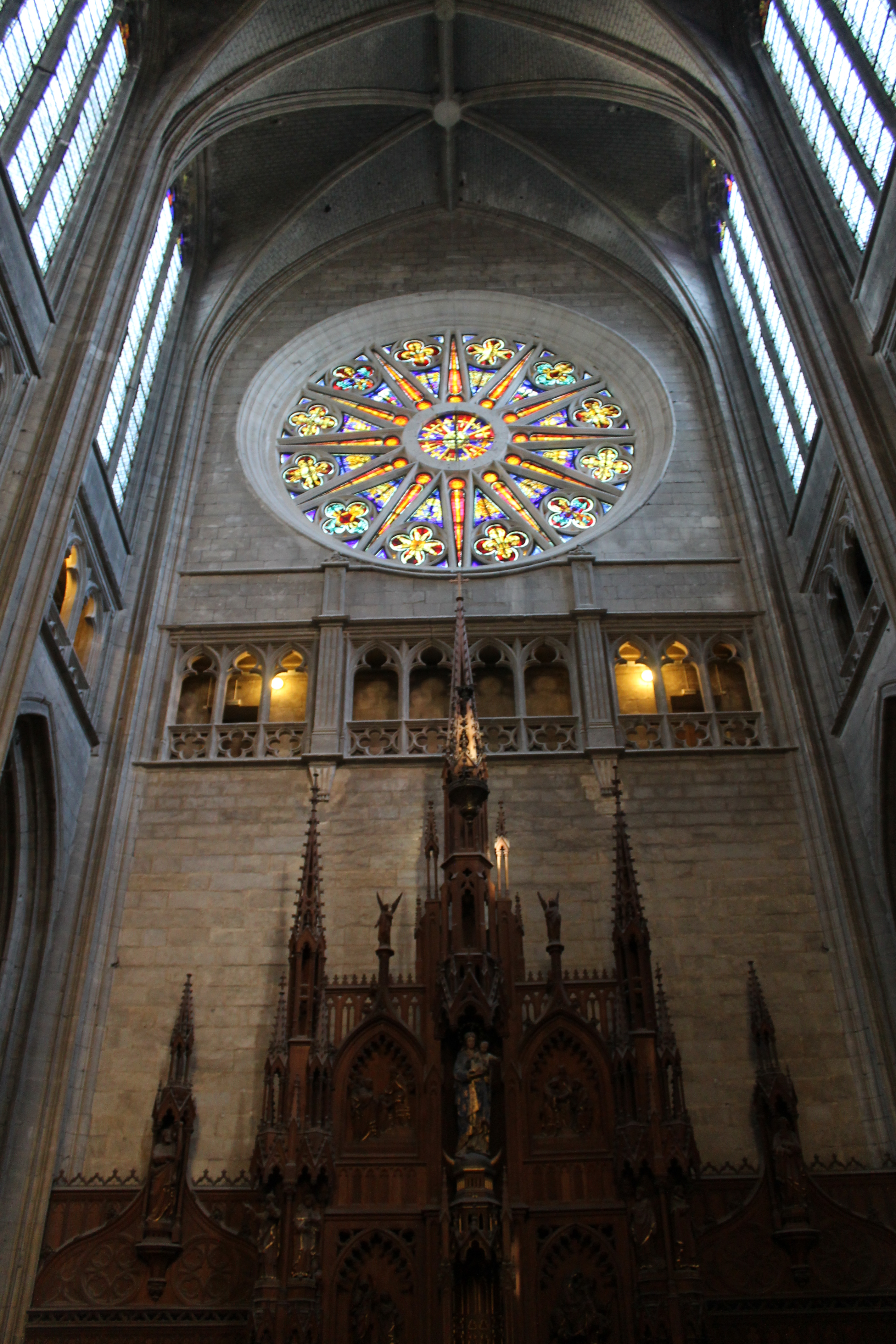
الجناح الشمالي.
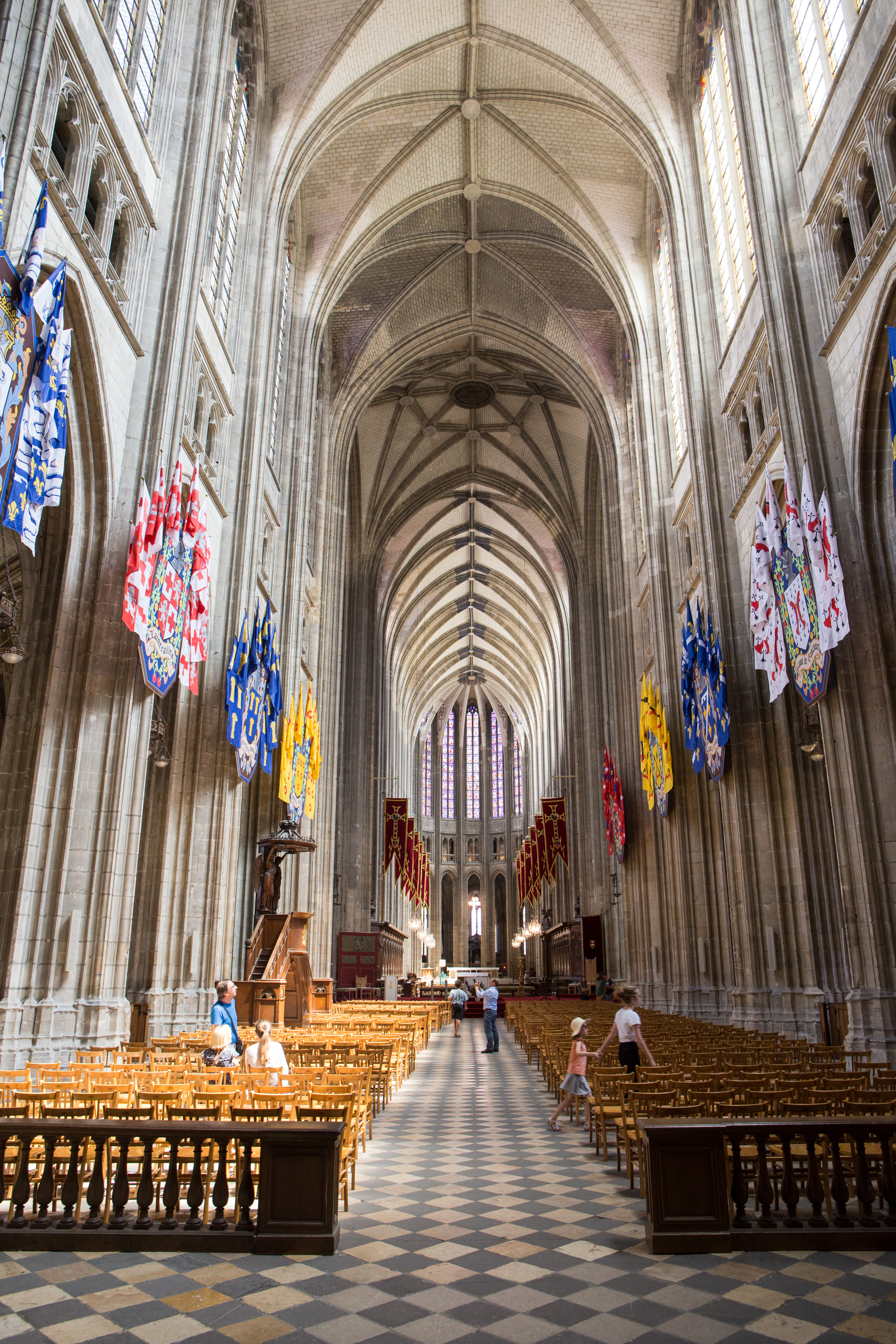
صحن الكنيسة.
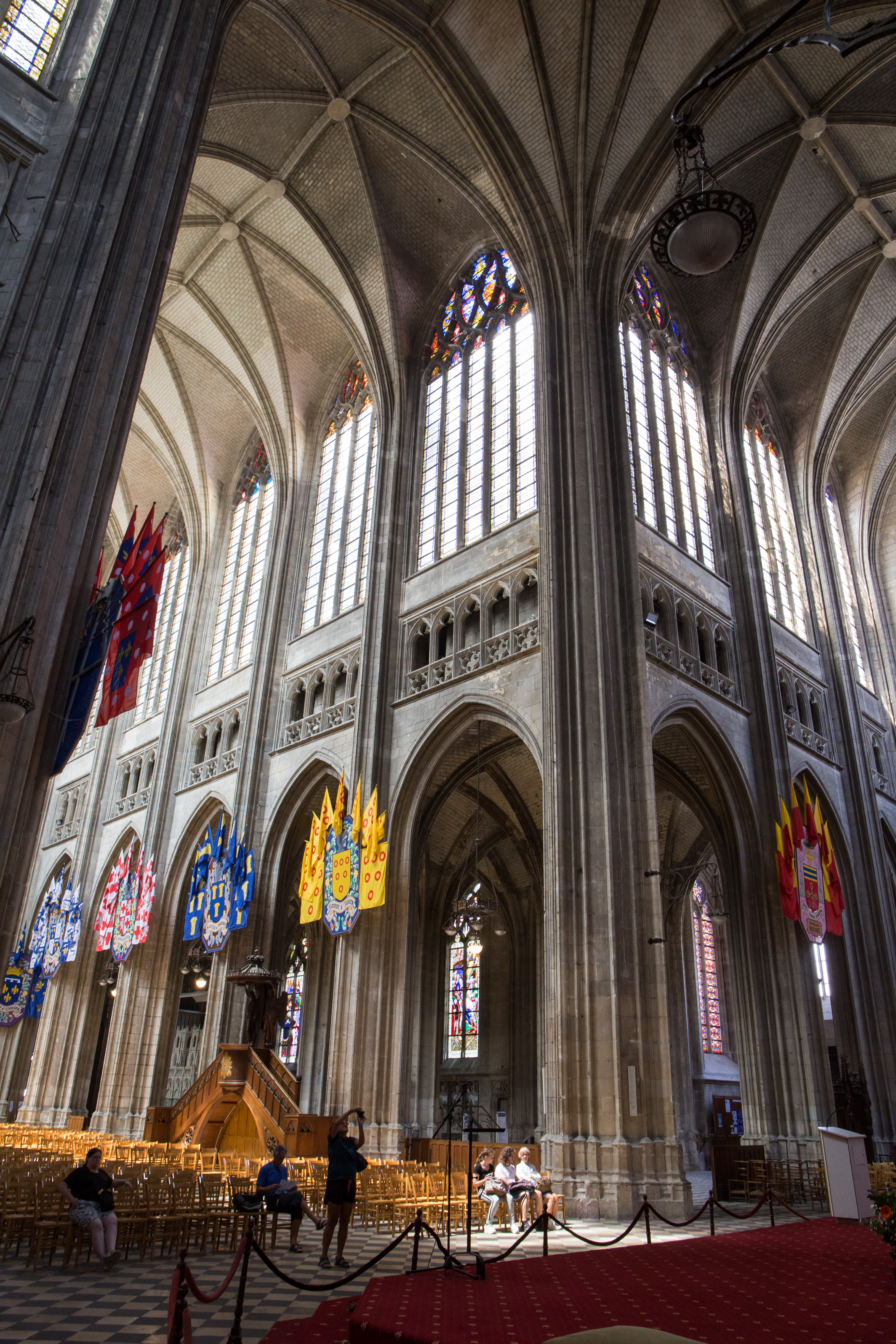
تقاطع الأجنحة.

### الزجاج المعشق

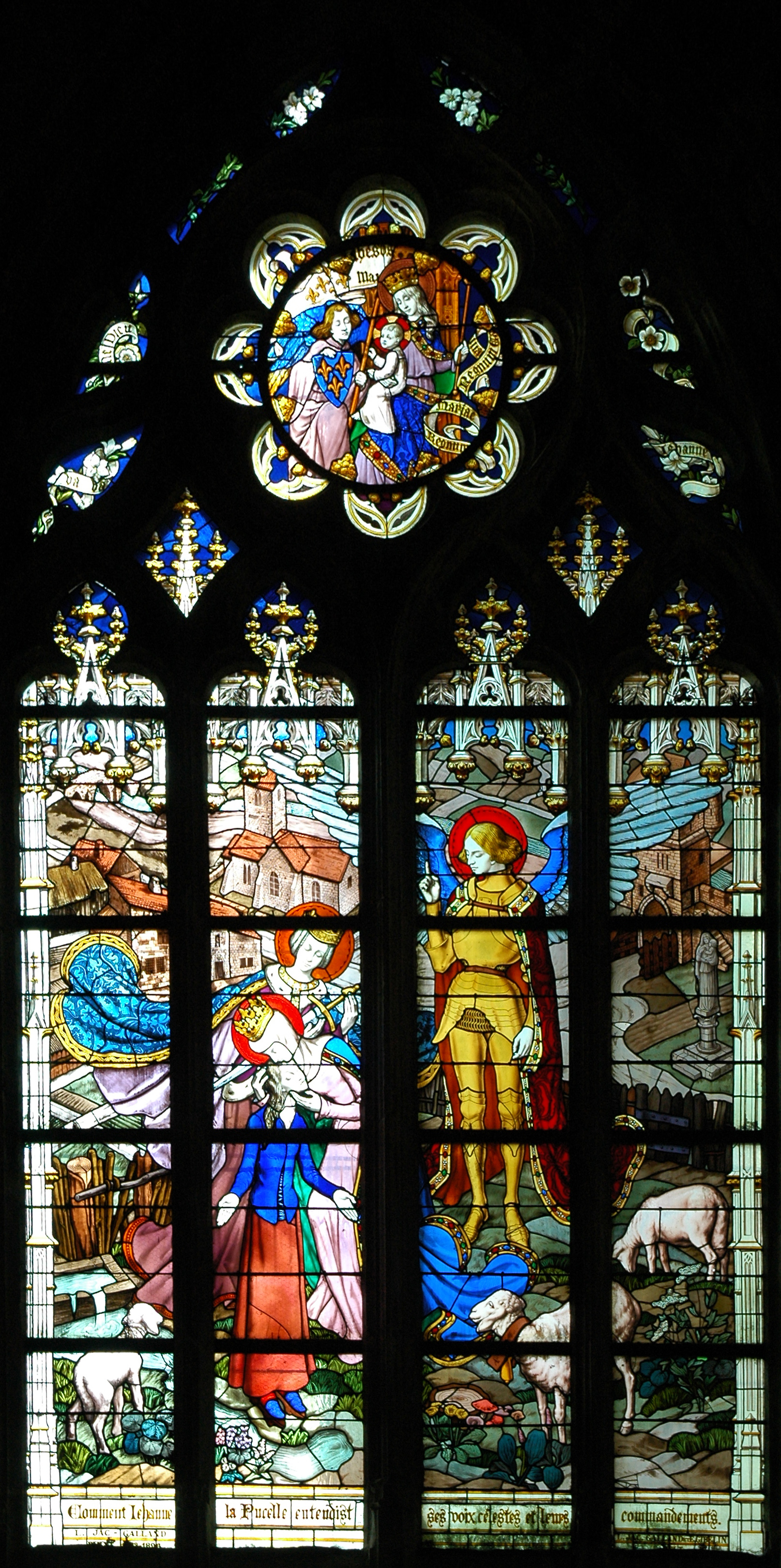
نافذة من الزجاج الملون لظهورات جان دارك في دومريمي.
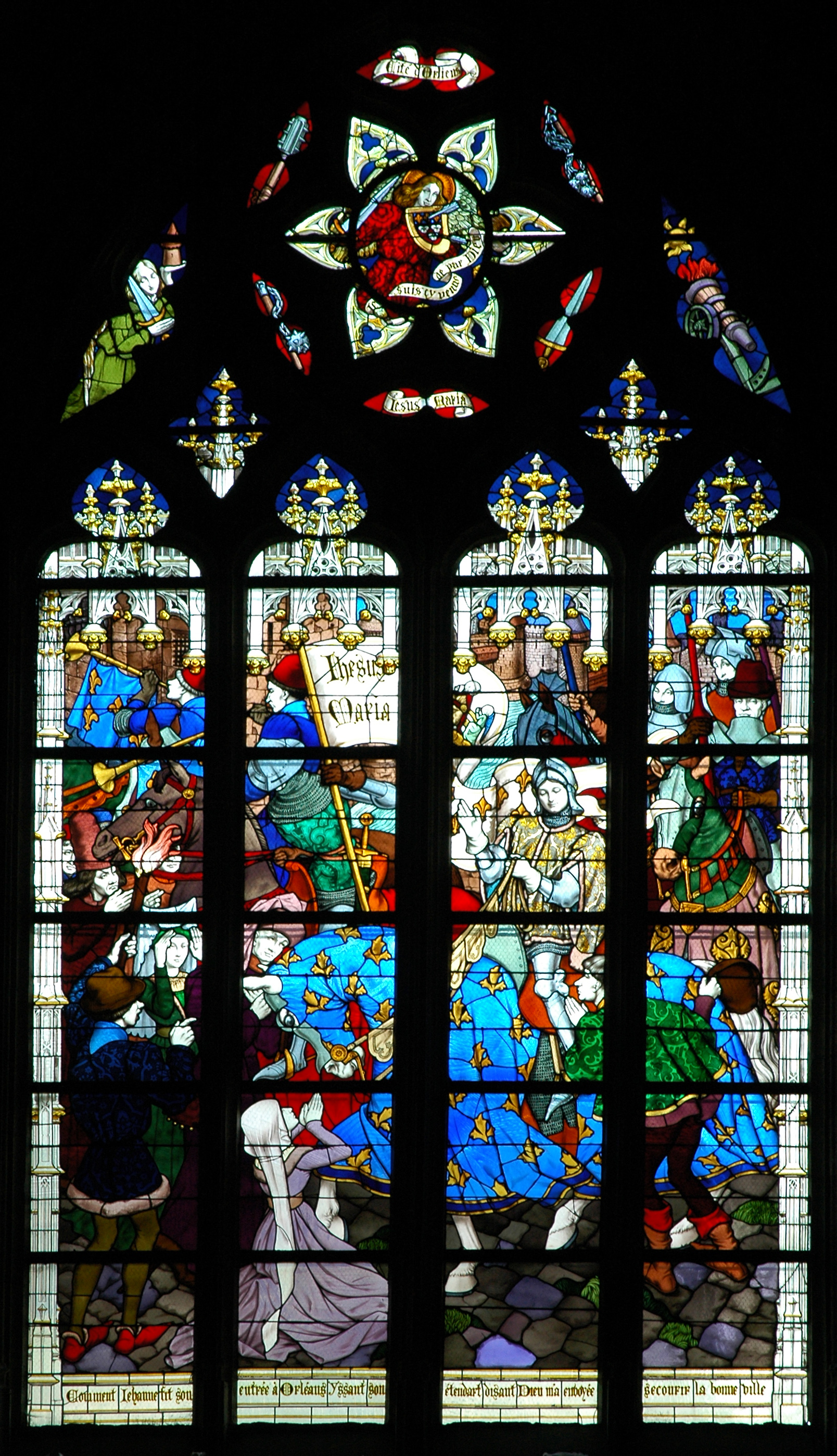
نافذة من الزجاج الملون لدخول جان دارك إلى أورليان.
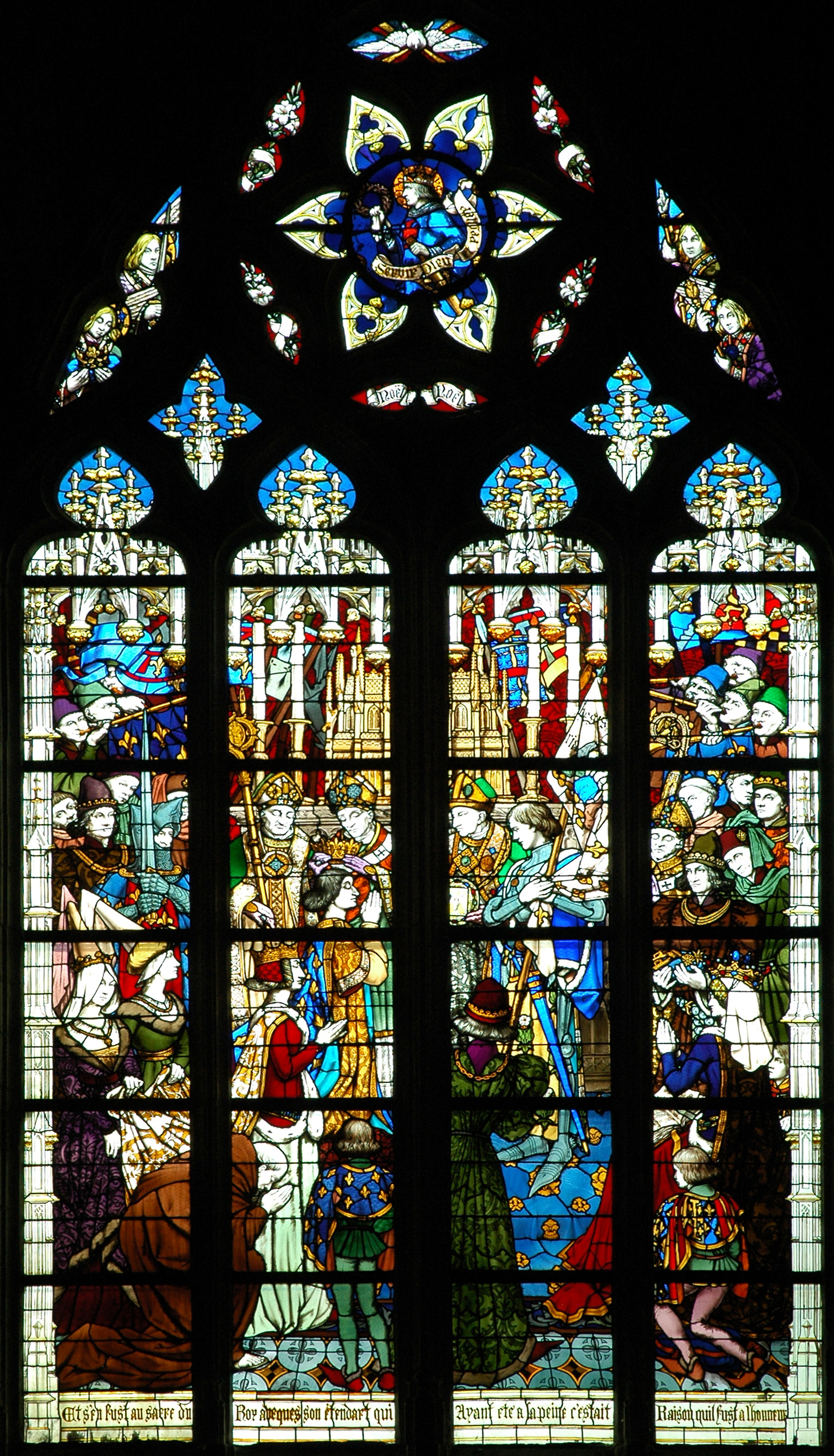
نافذة من الزجاج الملون لتتويج تشارلز السابع في كاتدرائية ريمس.
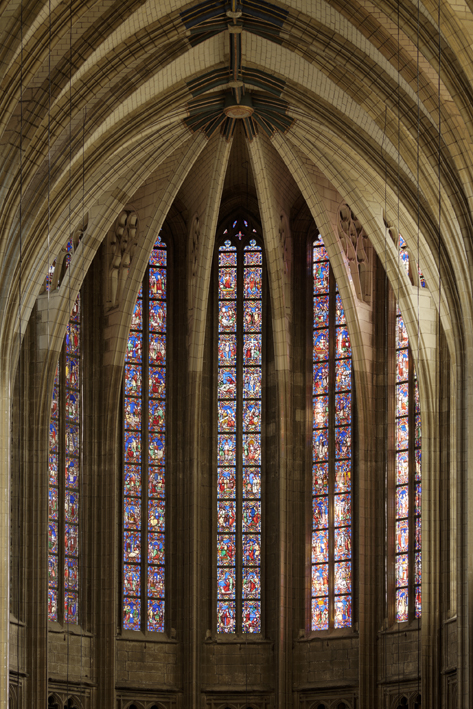
مشارط الجوقة.

تم تركيب الزجاج المعشق الحديث (أو أجزاء من الزجاج المعشق) أيضًا (أو دمجه مع العناصر القديمة) ، بين عامي 1996 و 2000.

## في الخيال
في كتاب Pantagruel من كتابة فرانسوا رابليه تم ذكر الكرة الذهبية الموجودة على برج الجرس كما لو أنها واحدة من الحبوب المصنوعة من النحاس التي استخدمت من أجل استكشاف معدة العملاق Pantagruel لعلاجه.